# Tahyna Tozzi
Tahyna Valentina Tozzi (Cronulla, New South Wales, Austrália, 24 de abril de 1986) é atriz e modelo australiana. Tornou-se mundialmente conehecida com seu personagem Perri, em Blue Water High.

## Biografia
Tahyna cresceu no subúrbio de Sydney, em Cronulla com seu pai italiano e sua mãe holandêsa e sua irmã Cheyenne. Tahyna frequentou a Woolooware High School graduando-se em 2003 com uma alta distinção em teatro e música. Ela toca guitarra, piano, saxofone e bateria. Tahyna é uma faixa preta no estilo japonês de caratê shotokan.

## Filmografia
- Filmes.:

| Ano  | Título                   | Personagem      | Notas                                                          |
| ---- | ------------------------ | --------------- | -------------------------------------------------------------- |
| 2010 | The Science of Cool      | -               | junto a Jennie Garth, Mischa Barton, Matt Dallas & Jessie Cave |
| 2010 | Trophy Kids              | Quinn Thorndike | junto a Ryan Eggold & David Gallagher                          |
| 2010 | Needle                   | Mary            | junto a Jane Badler & Jessica Marais                           |
| 2009 | X-Men Origins: Wolverine | Irmã de Kayla   | junto a Lynn Collins & Tim Pocock                              |
| 2009 | Beautiful                | Suzy            | junto a Deborra-Lee Furness & Peta Wilson                      |

- Séries de TV.:

| Ano         | Título                         | Personagem      | Notas                      |
| ----------- | ------------------------------ | --------------- | -------------------------- |
| 2009        | CSI: Crime Scene Investigation | Olivia Hamilton | episodio "Family Affair"   |
| 2009        | Eleventh Hour                  | Gorgeous Model  | episódio "Olfactus"        |
| 2008        | CSI: NY                        | Quinci Feeney   | episódio "Forbidden Fruit" |
| 2008        | The Strip                      | Kristal Cade    | 3 episódios                |
| 2005 - 2006 | Blue Water High                | Perri Lowe      | 27 episódios               |